# شريان المشيمية الأمامي
شريان المشيمية الأمامي (بالإنجليزية: Anterior choroidal artery) وهو شريان ينشأ من الشريان السباتي الغائر. في أحيان نادرة ينشأ من الشريان الدماغي الأوسط.

## التركيب
يخدم شريان المشيمية الأمامي تراكيب في الدماغ الانتهائي، الدماغ البيني والدماغ المتوسط:
- الضفيرة المشيموية للبطين الرابع والبطين الثالث
- التصالبة البصرية والسبيل البصري
- المحفظة الغائرة
- الجسم الركبي الوحشي
- الكرة الشاحبة
- ذيل النواة الذنبية
- الحصين
- اللوزة الدماغية
- المادة السوداء
- النواة الحمراء
- الساق الدماغية

## الأهمية الإكلينيكية
المدى الكامل للأضرار الناجمة عن انسداد شريان المشيمية الأمامي غير معروف. ومع ذلك أظهرت دراسات أن إعاقة مسار الدم في هذا الوعاء الدموي من الممكن أن يؤدي إلى شلل نصفي في الجانب المقابل من الجسم، نقص الإحساس في الجانب المقابل من الجسم وعمى شقي مماثل الجانب (homonymous hemianopsia). تظهر هذه الأعراض نتيجة تلف إفقاري في الساق الخلفية للمحفظة الغائرة، المهاد و التصالبة البصرية/السبيل البصري. مع ذلك تزود الساق الخلفية للمحفظة الغائرة بإمداد دموي من الشرايين العدسية المخططية إحدى فروع الشريان الدماغي الأوسط وبالتالي يخلق إمدادات زائدة عن الحاجة جزئيا.

## وصلات خارجية
- Neuro/neurovasc/navigation/achr.htm في موقع (MedEd) التابع لجامعة لويولا.
- Anatomy diagram: 13048.000-1 at Roche Lexicon - illustrated navigator, Elsevier
- Blood supply at neuropat.dote.hu نسخة محفوظة 15 ديسمبر 2006 على موقع واي باك مشين.
- http://neuroangio.org/anatomy-and-variants/anterior-choroidal-artery/